# Mason Musso

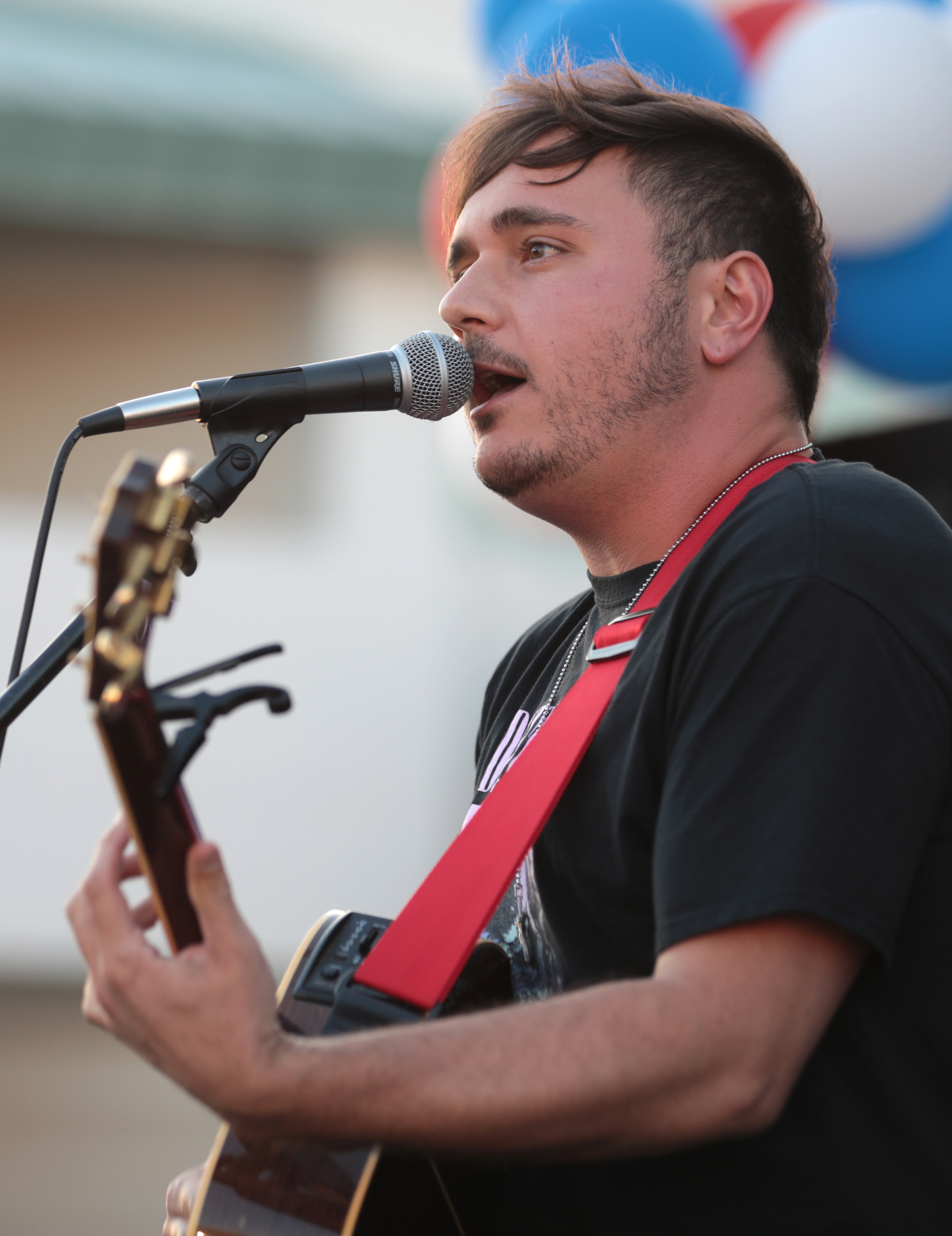
Mason Musso (2021)

Mason Musso (* 17. März 1989 in Garland, Texas) ist ein US-amerikanischer Gitarrist, Sänger und Songwriter. Er war Sänger bei der Pop-Band Metro Station, bis sie sich im März 2010 auflöste.

## Leben
Mason Musso ist der Sohn von Samuel und Katherine Musso. Er hat zwei Brüder, Mitchel und Marc. Nach Abschluss seiner nicht unproblematischen Schulzeit gründete er die Band Metro Station. Nachdem sie zwischen 2007 und 2010 fast durchgehend auf Tour war, löste sich die Band auf. Er zog nach Kalifornien und es wurde eine Zeit lang still um ihn, bis er 2013 das zweite Metro-Station-Album In the Middle of the Night veröffentlichte. An den früheren Erfolg konnte er aber weder mit dem Album noch mit der Single-Auskopplung I Still Love You anschließen.
Mitte 2011 erschienen zwei neue Songs von ihm. Einen veröffentlichte er auf der Website seines Freundes Chris Young the Rapper, der bei dem Lied Fire auch mitsingt. Den zweiten Song Ain’t So High veröffentlichte er auf Youtube unter dem Namen Metro Station 2011.

## Werdegang
2006 lernte er am Set von Hannah Montana Trace Cyrus kennen.
Gemeinsam mit Blake Healy formten sie die Band Metro Station. Kurz darauf nahmen sie den Schlagzeuger Anthony Improgo, den sie auf Myspace entdeckt hatten, in die Band auf. Ihr erstes Lied Seventeen Forever veröffentlichten sie auf Myspace.
Dieses verschaffte ihnen einen Plattenvertrag bei Columbia Records. Das Debütalbum Metro Station produzierten sie innerhalb eines Jahres. Es enthielt unter anderem die Lieder Seventeen Forever, Shake It, Kelsey und Control. Der große Erfolg gelang ihnen aber erst mit der Single Shake It, die 2008 erschien.
Mason Musso schrieb unter anderem den Text für Shake It, Kelsey und Control. Er produzierte immer wieder eigene Songs, die er auf Myspace veröffentlichte. Vor allem das Lied A Girl Like You erlangte schnell Beliebtheit bei den Metro-Station-Fans. Das Lied Kelsey schrieb er für seine damalige Freundin Chelsey Kay.